# Begonia incerta
Espèce
Begonia incerta est une espèce de plantes de la famille des Begoniaceae.
L'espèce fait partie de la section Diploclinium.
Elle a été décrite en 1911 par William Grant Craib (1882-1933).

## Répartition géographique
Cette espèce est originaire de Thaïlande.